# Graafschap Girona
Het graafschap Girona was een van de graafschappen die werden opgericht ten zuiden van de Pyreneeën na de veroveringen door de Franken van dit gebied in 785. Het maakte deel uit van de zogenaamde Spaanse Mark en zou een van de graafschappen zijn die aan de oorsprong ligt van de regio bekend als Gotië. Het graafschap werd bestuurd door de graven van Girona die vaak ook graaf van Barcelona waren.

## Ontstaan
Het ontstaan van het graafschap gaat terug tot de territoriale reorganisatie doorgevoerd in het Frankenrijk, nadat in 785 de stad Girona in opstand was gekomen tegen de Arabische overheersers en zich hadden overgegeven aan de Franken. Daarop werd een edelman van Gotische afkomst genaamd Rostany tot graaf van Girona aangesteld. Dit primitieve graafschap Girona strekt zich uit van de Middellandse Zee tot aan de Montseny en de Tordera in het westen en de bergen van Osona of de Guilleries in noordoosten, waaronder de pagi van Besalú en Empúries.

## Frankisch domein
Na Rostany, werd Odiló graaf van Girona, vanaf 801 of 811. Rond 813 of iets daarvoor, zou de gouw van Empúries zich  afscheiden van Girona en een zelfstandig graafschap worden onder graaf Ermenguer. In 817, werd het graafschap Girona, samen met het graafschap Narbonne, Rosselló, Barcelona en Empúries, geïntegreerd in het Markgraafschap Septimanië. Na het overlijden van Odiló (omstreeks 812 of 817) werd graaf Berà I van Barcelona ook benoemd tot graaf van Girona. In 820 werd Berà al zijn gebieden ontnomen door Lodewijk de Vrome. Vervolgens ging het graafschap Girona, tezamen met dat van Barcelona, over in de handen van Rampó (820 - 825), en na diens dood, in de handen van Bernhard van Septimanië, die door Lodewijk de Vrome in 832 werd afgezet. Nu kwamen al de graafschappen gelegen te zuiden van de Pyreneeën, met uitzondering van het graafschap Urgell en Cerdanya, onder de heerschappij van Berengar van Toulouse te staan. Na diens dood (835) wist Bernhard van Septimanië terug de macht te grijpen en te worden benoemd tot graaf van Toulouse, Narbonne, Girona en Barcelona.
In 844 werd Bernhard van Septimanië, omwille van zijn opstand tegen Karel de Kale, geëxecuteerd in Toulouse. Daarop ging het graafschap van Girona over Sunifried van Urgell-Cerdanya, die tegelijkertijd werd benoemd als graaf van Barcelona. In 848 werd Sunifried vermoord door mannen trouw aan Willem van Septimanië, zoon van Bernhard van Septimanië, en het graafschap Girona werd nu bestuurd door een graaf genaamd Wifried, die zou regeren van 848 tot al 853. Volgens sommigen was tussen 862 en 870 een zekere Otger graaf van Girona. In 870 stelde Karel de Kale Bernhard van Gotië, aan als graaf van Girona, alsook van Barcelona, Rosselló en Narbonne. Nadat Bernhard van Gotië omwille van zijn opstand in 878 was afgezet, vertrouwde Lodewijk de Stamelaar het graafschap Girona toe aan Wifried I de Harige. Vanaf nu zou het graafschap Girona steeds een eenheid vormen met dat van Barcelona.

## De afscheiding van Besalú
De gouw van Besalú, dat tot dan toe deel had uitgemaakt van het graafschaap Girona, werd door Wifried de Harige afgescheiden door de benoeming van zijn broer Radulf tot graaf van Besalú, onder de voorwaarde dat bij zijn dood het graafschap Besalú zou toevallen aan de nakomelingen van Wifried I.
Graaf Sunier I van Barcelona, Girona en Osona, zoon van Wifried de Harige, ging de confrontatie aan met zijn broer graaf Miró II van Cerdanya die, als oudste nog levende zoon van Wifried, zijn aanspraken wou doen gelden op het graafschap Barcelona. Het dispuut zou worden opgelost door het afsluiten van een akkoord waarin Sunier Miró erkende, in ruil voor het gebied van Ripollès, dat tot dan toe had deel uitmaakte van het graafschap Osona. Het conflict tussen de twee broers zou kort daarop weer opflakkeren. Op een onzekere datum - tussen 913 en 920 - kwam namelijk Radulf I van Besalú, broer van Wifried de Harige, te overlijden. Vervolgens zou Miró, die zijn rechten op Barcelona, Girona en Osona had weten te doen erkennen, trachten te bekomen dat Besalú, hoewel het traditioneel een pagus van het graafschap Girona was, zou worden toegekend aan het graafschap Cerdanya.
Na de afscheiding van Besalú, grensde het graafschap Girona aan het graafschap Empúries, onder Banyoles en het kasteel van Finestres, aan de Guilleries, zonder de Plana d'en Bas, en, binnen de grenzen van het huidige bisdom Vic (grenzend aan Susqueda, Osor, Sant Hilari Sacalm, Joanet en Espinelves) tot aan de pas van Sant Marcial, tot aan de grenzen van Arbúcies en het kasteel van Montsoriu, samen met Breda, Hostalric, Tordera en het kasteel van Montpalau en samen met hun parochies tot aan Arenys de Mar.

## Ontwikkeling van het graafschap
Ondanks het feit dat het sinds het eind van de 9e eeuw een personele unie vormde met het graafschap Barcelona, bleef het graafschap Girona een duidelijk zichtbare afzonderlijk entiteit door het bestaan van burggraven van Girona en de aanmunting van eigen geld. De naam graaf van Girona wordt tot in de 13e eeuw gevoerd, waarna het werd opvolgd door de vegueria Girona (voogdij Girona).
In 1351 creëerde Peter de Ceremoniële een nieuwe titel voor de stad en regio van Girona, namelijk die van hertog van Girona, zonder enige band echter met het historische graafschap Girona.

## Graven van Girona
- Rostany (785 - 801 o 811)
- Odiló (801 o 811-812 o 817)
- Berà I (812 o 817 - 820)
- Rampó (820 - 825)
- Bernhard van Septimanië (826-832)
- Berengar van Toulouse (832 - 835)
- Bernhard van Septimanië (835 - 844)
- Sunifried van Urgell-Cerdanya (844 - 848)
- Wifried I van Girona (848 - 853? o 862?)
- Odalrik (852?-858?)
- Humfried (858?-862?)
- Otger (862 - 870)
- Bernhard van Gotië (870 - 878)
- Wifried de Harige (878 - 897)

Bij het vormen van de grafelijke huizen in de Karolingische periode, geraakte het huis van de graven van Girona nauw verweven met dat van de graven van Barcelona, waardoor uiteindelijk beide graafschappen steeds in een personele unie bleven. De uitzonderingen hierop zijn Wifried I van Girona en Otger, die onafhankelijk van de graven van Barcelona over het graafschap zouden heersen. 

## Referentie
- Dit artikel of een eerdere versie ervan is een (gedeeltelijke) vertaling van het artikel Comtat_de_Girona op de Catalaanstalige Wikipedia, dat onder de licentie Creative Commons Naamsvermelding/Gelijk delen valt. Zie de bewerkingsgeschiedenis aldaar.